# Pleurobranchaea inconspicua
Pleurobranchaea inconspicua är en snäckart som beskrevs av Bergh 1897. Pleurobranchaea inconspicua ingår i släktet Pleurobranchaea och familjen Pleurobranchidae. Inga underarter finns listade i Catalogue of Life.